# Granby (Massachusetts)
Granby – miasto w Stanach Zjednoczonych, w stanie Massachusetts, w hrabstwie Hampshire.